# Low velocity zone
De low velocity zone (LVZ) is het gebied van de bovenmantel waarin seismische golven zich traag voortbewegen. Deze zone vormt de grens tussen de lithosfeer en de asthenosfeer. Het is gelegen tussen 100 en 175 kilometer diepte. De vertraging van de seismische golven wordt verklaard door een gedeeltelijke fusie van de mantel.